# Saint-Geoire-en-Valdaine
Saint-Geoire-en-Valdaine is een gemeente in het Franse departement Isère (regio Auvergne-Rhône-Alpes). De plaats maakt deel uit van het arrondissement La Tour-du-Pin. Saint-Geoire-en-Valdaine telde op 1 januari 2022 2.388 inwoners. 

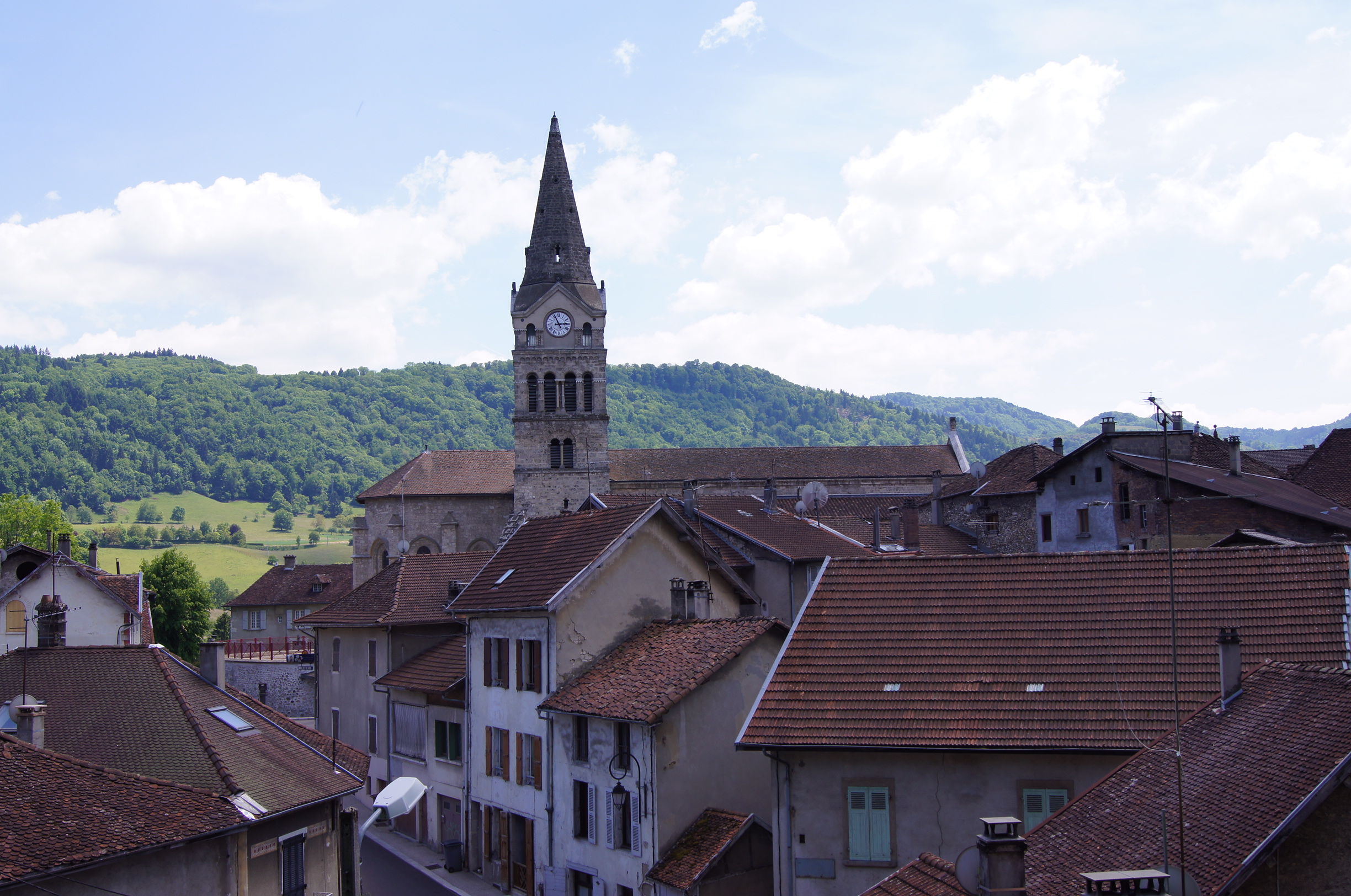
Saint-Geoire-en-Valdaine
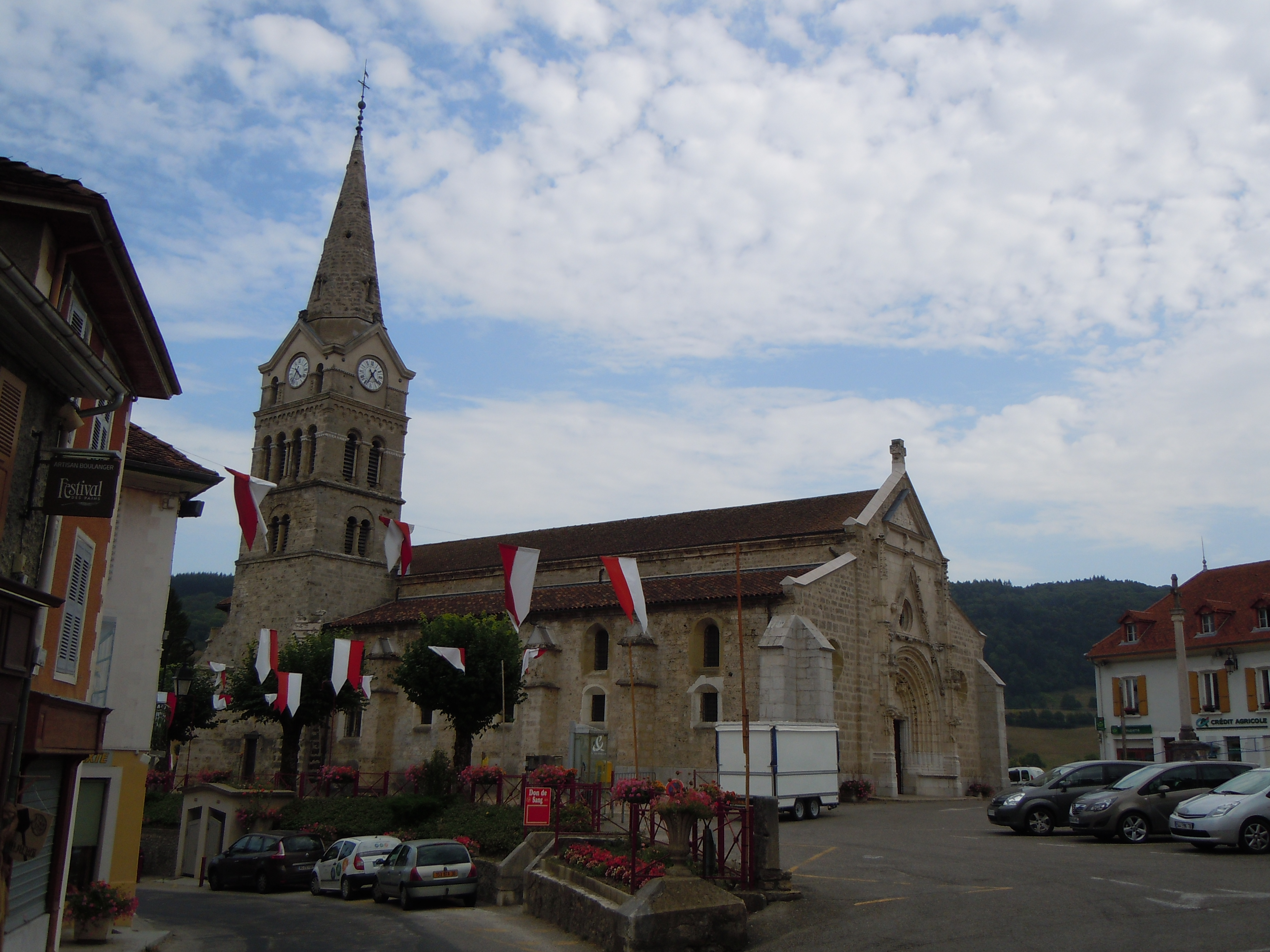
Centrum (Place de l'église)
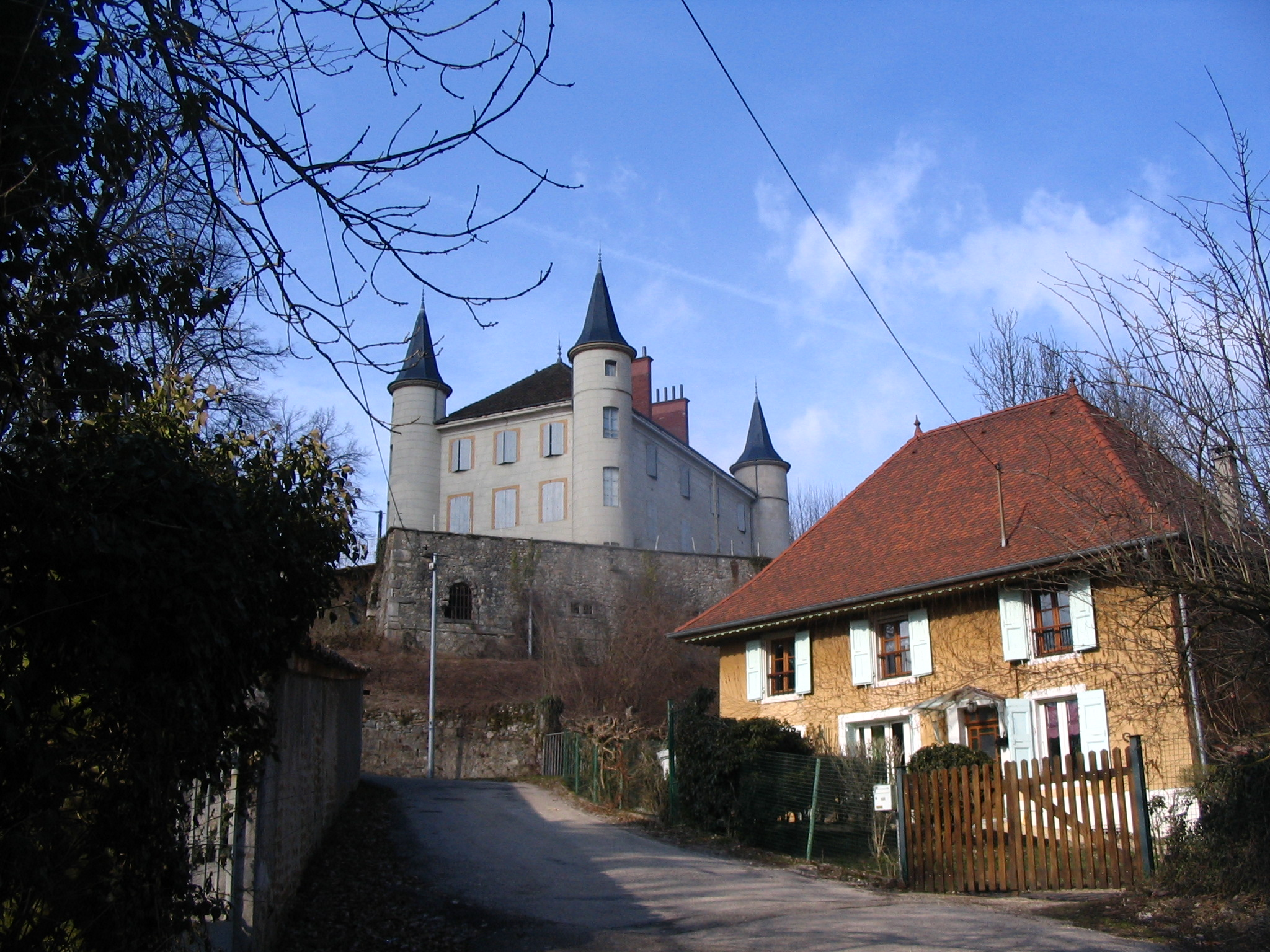
Château de la Rochette
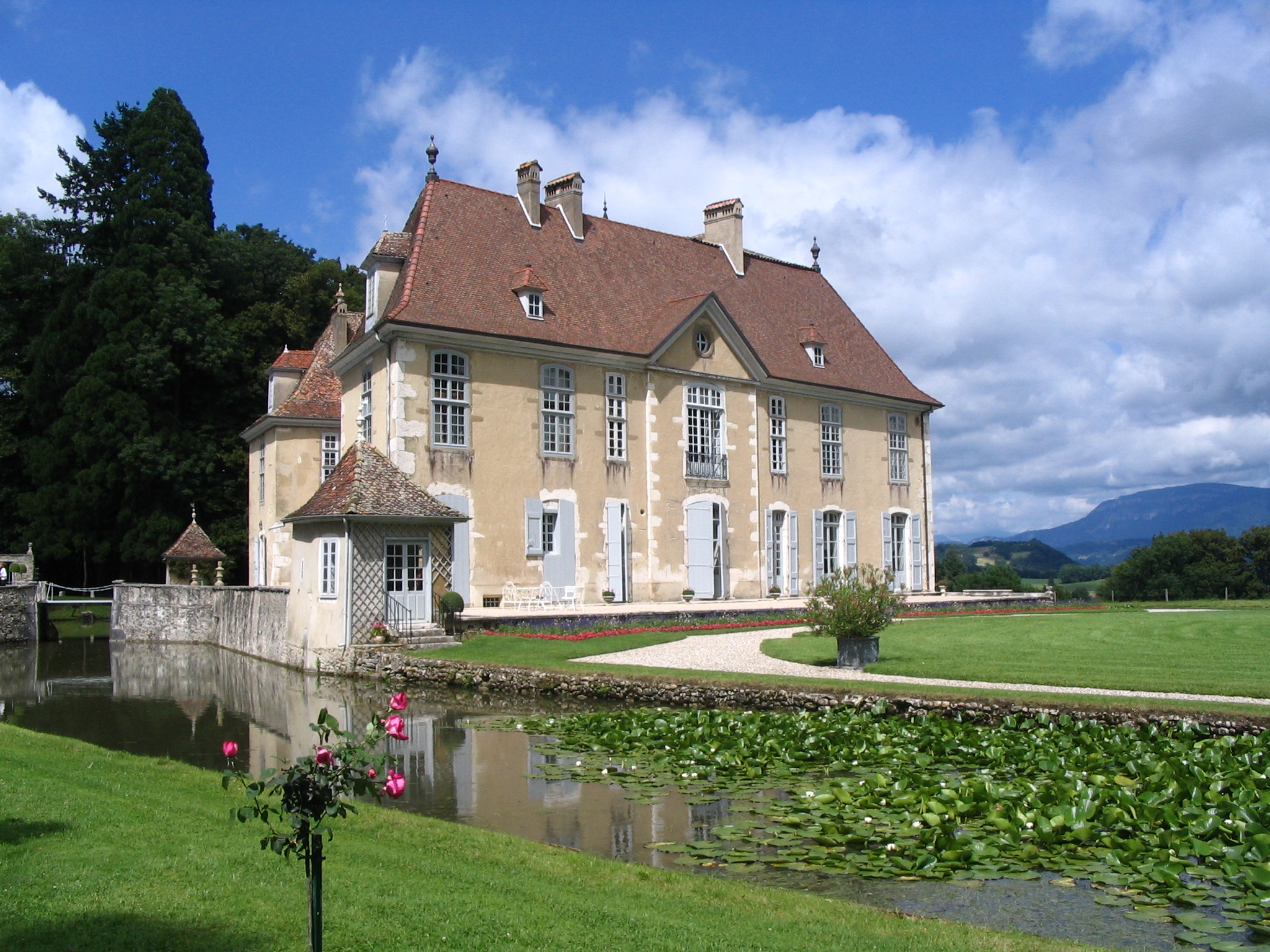
Château de Longpra

## Geografie
De oppervlakte van Saint-Geoire-en-Valdaine bedroeg op 1 januari 2022 16,73 vierkante kilometer; de bevolkingsdichtheid was toen 142,7 inwoners per km².

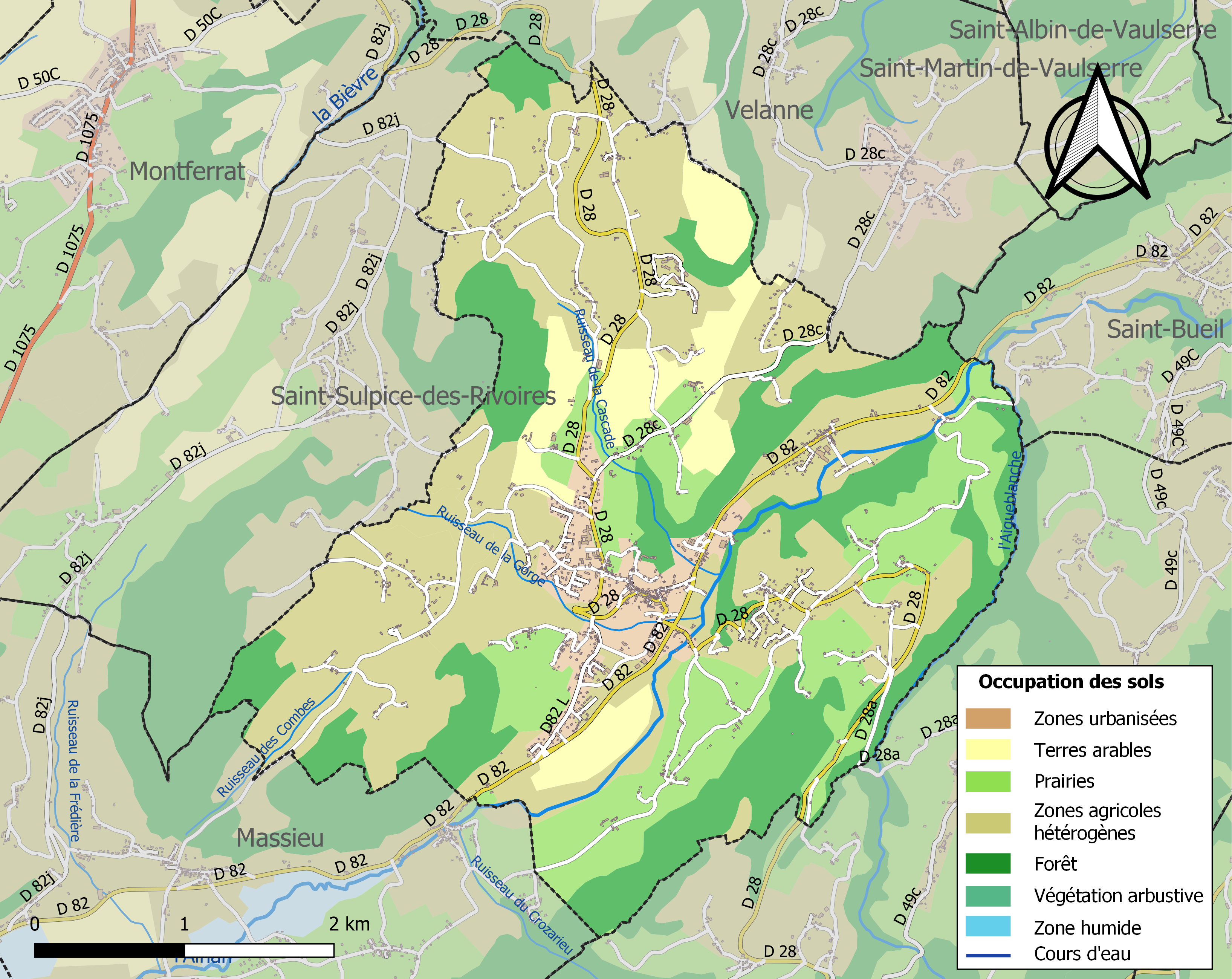
Kaart van de gemeente met de belangrijkste infrastructuur, bodemgebruik en omliggende gemeenten

## Demografie
Onderstaande figuur toont het verloop van het inwonertal (bron: INSEE-tellingen).